# Tetum
Tetum er et indonesisk sprog som tales på øen Timor.
Sproget er officielt i Østtimor, og er et anerkendt regional sprog i Indonesien. Tetum tales som modersmål af ca. 500.000 mennesker, og sproget har meget til fælles med portugisisk, Østtimors andet officielle sprog.
| Sprog | Spire Denne artikel om sprog er en spire som bør udbygges. Du er velkommen til at hjælpe Wikipedia ved at udvide den. |

|  | Denne artikel kan blive bedre, hvis der indsættes geografiske koordinater Denne artikel omhandler et emne, som har en geografisk lokation. Du kan hjælpe ved at indsætte koordinater i wikidata. |